# União Desportiva de Duas Igrejas
O União Desportiva de Duas Igrejas, também conhecido por Duas Igrejas, é um clube de futebol amador da cidade de Penafiel, que compete na Série B.
Clube que foi fundado a 1 de julho de 1974 por José Ribeiro, António Francisco Lopes e Teresa de Jesus, que em 2006 entra inativo. Volta ao ativo a 4 de agosto de 2013, tendo como presidente Hélio Silva. Desde 2023, Jerónimo Carvalho passou a ser o novo presidente do clube.

## Refundação
A ideia de recuperar e reabrir o União Desportiva de Duas Igrejas, partiu de uma simples conversa de café que por volta de outubro de 2012 atraiu algumas dezenas de apoiantes desta iniciativa.
Recorreram ainda aos antigos presidentes, para ajuda na área das leis, estatutos e burocracias.
Após recuperação do campo, dos balneários e do seu envolvente, finalmente passado quase uma ano terminaram as obras de reparação e a 4 de agosto de 2013 reabriu aos sócios que por essa altura faziam-se conta 108, já tendo esse numero aumentado.